# Ciclo dei Vor
Il Ciclo dei Vor (noto in inglese come Vorkosigan saga) è una serie di romanzi e di racconti di fantascienza che comprende la maggior parte della produzione della scrittrice statunitense Lois McMaster Bujold. La maggior parte dei romanzi ha per protagonista Miles Vorkosigan, un appartenente all'aristocrazia dell'impero di Barrayar, costituendo quindi un sottociclo interno al ciclo più ampio.

## Ambientazione
Nell'universo ideato dalla Bujold la razza umana ha incominciato la colonizzazione dello spazio grazie a una tecnologia che consente di creare in punti ben definiti nello spazio una sorta di tunnel che mette in comunicazione due zone dello spazio non raggiungibili con mezzi tradizionali. Da alcuni di questi punti di salto si dipanano svariati tunnel per differenti destinazioni e solitamente in corrispondenza di tali nodi vengono posizionate delle stazioni di transito. Altri punti hanno solamente accesso a due tunnel e rappresentano quindi una sorta di punti di passaggio obbligato, altri ancora consentono l'accesso a un unico tunnel e rappresentano veri e propri vicoli ciechi.
Un aspetto peculiare dell'universo dei Vor è che i pianeti sono stati colonizzati da comunità molto omogenee a livello culturale ed etnico. Vi sono quindi pianeti dove sono riconoscibili al lettore evoluzioni di nazioni del pianeta Terra. Per esempio Barrayar ha una chiara impostazione derivante dalla Russia, Cetaganda ha una derivazione cinese e così per molti altri pianeti presenti.
La peculiarità di Barrayar è il fatto che, dopo essere stato colonizzato, il pianeta rimane tagliato fuori dal resto della galassia abitata dalla chiusura dell'unico corridoio di transito attraverso cui può essere raggiunto. I coloni devono quindi adattarsi a sopravvivere autonomamente senza aiuto e commercio con l'esterno; il pianeta piomba in una sorta di nuovo medioevo durante il quale si stabilisce un ordinamento feudale senza leggi scritte, fondato su un sistema di giuramenti e di vassallaggi con a capo un imperatore e i suoi conti, all'interno della classe aristocratica dei Vor. Il termine Vor equivale grossomodo al Von tedesco o al Van olandese: per esempio il protagonista della saga si chiama Vorkosigan mentre l'imperatore appartiene alla famiglia dei Vorbarra. Ogni Conte governa su un proprio distretto e risponde solo all'imperatore; il titolo è ereditario.
Raggiunto nuovamente dopo alcuni secoli attraverso la scoperta di un nuovo corridoio di transito, Barrayar subisce quasi subito una sanguinosa invasione da parte dei Cetagandani, invasione che viene respinta solo dopo un paio di decenni e alcuni milioni di morti, anche grazie alla capacità del giovane Generale Conte Piotr Vorkosigan che comanda la resistenza dei guerriglieri asserragliati sui monti Dendarii. Sconfitti gli invasori, il primo pensiero dei barrayarani è mettersi al sicuro da altri avvenimenti del genere, così dopo alcuni anni i barrayarani incominciano una fase di espansione che mira a formare un impero interplanetario dapprima conquistando Komarr, pianeta vicino colpevole di aver lasciato via libera all'esercito invasore cetagandano, e poi scoprendo Sergyar, un nuovo pianeta di tipo terrestre da colonizzare. Il fallimento dell'invasione di Escobar porrà fine all'espansione territoriale. Tale episodio costituisce in realtà il sostanziale inizio del corpus dei romanzi, mentre tutte le vicende antecedenti fanno parte della "storia" richiamata dai romanzi, ma non sono – ad oggi – oggetto di nessun libro della saga, che racconta invece il periodo successivo per circa 30-40 anni.
La conquista di Komarr ha un notevole valore strategico, dato che questo pianeta trova al termine dell'unico corridoio che raggiunge Barrayar; il suo controllo è quindi di vitale importanza. Gli ultimi libri della saga mettono bene in evidenza le difficoltà di integrazione tra i conquistatori e la popolazione di Komarr.
Essendo rimasto vacante il trono imperiale nel periodo dell’invasione di Escobar, sotto la guida del reggente Aral Vorkosigan (padre di Miles) l'impero prosegue sulla strada della modernizzazione del suo ordinamento sociale: talune carriere, per esempio quella militare, prima svolte esclusivamente dai membri dell'aristocrazia vengono aperte a tutta la popolazione. Questo processo non sarà privo di ostacoli, fra cui un colpo di Stato, ma continuerà anche dopo la reggenza sotto la guida del nuovo imperatore Gregor Vorbarra.
Le vicende dell'impero di Barrayar vengono raccontate attraverso le gesta dei membri della casata dei Vorkosigan e in particolare di Miles Vorkosigan, figlio dell'ammiraglio Aral Vorkosigan e di Cordelia Naismith e nipote di Piotr.

## Romanzi in ordine di pubblicazione originale
1. L'onore dei Vor (Shards of Honor, giugno 1986)
2. L'apprendista ammiraglio (The Warrior's Apprentice, agosto 1986)
3. La spia dei Dendarii (Ethan of Athos, dicembre 1986)
4. Gravità zero (Falling Free, dicembre 1987 - gennaio 1988) - Premio Nebula
5. Il nemico dei Vor (Brothers in Arms, gennaio 1989)
6. Le montagne del dolore (The Mountains of Mourning, maggio 1989) - Premio Nebula e Premio Hugo per il miglior romanzo breve; confluito ne L'eroe dei Vor (1989)
7. Il labirinto (Labyrinth, agosto 1989); confluito ne L'eroe dei Vor (1989)
8. I confini dell'infinito (Borders of Infinity, ottobre 1989); confluito ne L'eroe dei Vor (1989)
9. Miles Vorkosigan - L'uomo del tempo (Weatherman, su Analog, febbraio 1990); confluito nel romanzo Il gioco dei Vor (1990)
10. Il gioco dei Vor (The Vor Game, 1990) - Premio Hugo
11. Barrayar (Barrayar, luglio-settembre 1991) - Premio Hugo e Locus
12. I due Vorkosigan (Mirror Dance, 1994) Premio Hugo e Locus
13. Cetaganda (Cetaganda, 1995)
14. Memory (Memory, ottobre 1996)
15. Komarr (Komarr, giugno 1998)
16. Guerra di strategie (A Civil Campaign: a Comedy of Biology and Manners, settembre 1999)
17. Immunità diplomatica (Diplomatic Immunity: a Comedy of Terrors, maggio 2002)
18. Festa d'inverno a Barrayar (romanzo breve) (Winterfair Gifts, 2003)
19. La criocamera di Vorkosigan (Cryoburn, ottobre 2010)
20. Il segno dell'alleanza, (Captain Vorpatril's Alliance, novembre 2012)
21. La regina rossa (Gentleman Jole and the Red Queen, febbraio 2016)
22. The Flowers of Vashnoi, maggio 2018

## Romanzi e racconti del ciclo in ordine cronologico
Di seguito l'elenco nell'ordine di lettura cronologico interno della saga. Da sottolineare che la Bujold ha dichiarato sul suo blog di essere generalmente favorevole alla lettura in ordine cronologico interno.
1. Gravità zero (Falling Free, 1988) - Premio Nebula per il miglior romanzo
2. L'onore dei Vor (Shards of Honor, 1986)
3. Barrayar (Barrayar, 1991) - Premio Hugo e Locus
4. L'apprendista ammiraglio (The Warrior's Apprentice, 1986)
5. Le montagne del dolore (The Mountains of Mourning, 1989), romanzo breve - Premio Nebula e Hugo
6. Il gioco dei Vor (The Vor Game, 1990) - Premio Hugo; la prima parte del romanzo era apparsa su rivista come Miles Vorkosigan - L'uomo del tempo (Weatherman, su Analog, febbraio 1990)
7. Cetaganda (Cetaganda, 1995)
8. La spia dei Dendarii (Ethan of Athos, 1986)
9. L'eroe dei Vor (Borders of Infinity, 1989) - antologia che raccoglie Le montagne del dolore, Il labirinto (Labyrinth, 1989) e I confini dell'infinito (Borders of Infinity, 1989)
10. Il nemico dei Vor (Brothers in Arms, 1989)
11. I due Vorkosigan (Mirror Dance, 1994) - Premio Hugo e Locus
12. Memory (Memory, 1996)
13. Komarr (Komarr, 1998)
14. Guerra di strategie (A Civil Campaign: a Comedy of Biology and Manners, 2000)
15. Festa d'inverno a Barrayar (Winterfair Gifts, 2003), romanzo breve
16. Immunità diplomatica (Diplomatic Immunity: a Comedy of Terrors, 2002)
17. Il segno dell'alleanza, (Captain Vorpatril's Alliance novembre 2012)
18. The Flowers of Vashnoi, (The Flowers of Vashnoi maggio 2018)
19. La criocamera di Vorkosigan (Cryoburn, 2010)
20. La regina rossa (Gentleman Jole and the Red Queen, febbraio 2016)

## Cronologia del Ciclo dei Vor
Cronologia ricavata dai riferimenti presenti nei romanzi. Si è preso con riferimento arbitrario la fine dell'era dell'isolamento.
- -120 (circa) Gravità zero
- - 40 (circa) fine reggenza di ???
- 0 Fine dell'era dell'isolamento
- 2 o 5 circa Nasce Piotr Vorkosigan
- 8 Nasce Amor Klyeuvi (Postino Kly)
- 15 (circa) Inizio invasione cetagandana
- 22 Amor Klyeuvi (Postino Kly) combatte i cetagandani assieme a Piotr Vorkosigan
- 24 o 27 Piotr Vorkosigan diventa generale (a 22 anni)
- 35 (circa) Fine invasione cetagandana
- 36 Nasce Aral Vorkosigan
- 38 Nasce Konstantin Bothari
- 46 Nasce Cordelia Naismith
- 46 Nasce Padma Vorpatril
- 47 Inizio della guerra civile di Yuri Vorbarra "il pazzo"
- 49 Fine della guerra civile di Yuri Vorbarra "il pazzo"
- 50 (circa) Nasce la principessa Kareen
- 50 (circa) Nasce Serg Vorbarra
- 54 Inizio della carriera militare di Aral Vorkosigan
- 55 Nasce Clement Koudelka
- 56 Primo matrimonio di Aral Vorkosigan
- 58 Duelli di Aral Vorkosigan e suicidio della sua prima moglie
- 68 Inizio carriera nella sorveglianza astronomica betana di Cordelia Naismith
- 76 Invasione di Komarr
- 76 Nascita di Gregor Vorbarra
- 79 (primavera/estate) inizio de L'onore dei Vor
- 79 (primavera/estate) Scontro/incontro tra Aral e Cordelia su Sergyar
- 79 (autunno/inverno) Inizio della tentata invasione di Escobar
- 80 (inverno/inizio primavera) Fine della tentata invasione di Escobar
- 80 Rivolte e distruzione del ministero educazione politica
- 80 Matrimonio tra Aral Vorkosigan e Cordelia Naismith
- 80 Nasce Elena Bothari
- 80 Fine de L'onore dei Vor
- 80 Inizio di Barrayar
- 80 (fine estate/autunno) Morte di Ezar Vorbarra
- 80 Inizio della reggenza di Aral Vorkosigan per Gregor Vorbarra
- 80 (autunno) Inizio della guerra del pretendente Vordarian
- 81 Muore Padma Vorpatril
- 81 Nasce Ivan Vorpatril
- 81 Fine della guerra del pretendente Vordarian
- 81 Nasce Miles Vorkosigan
- 86 Epilogo di Barrayar
- 96 (autunno) Fine della reggenza
- 98 L'apprendista ammiraglio
- 98 Muore Konstantin Bothari
- 101 Le montagne del dolore
- 102 Il gioco dei Vor
- 103 Cetaganda - La spia dei Dendarii
- 104 Il labirinto
- 105 I confini dell'infinito - Il nemico dei Vor
- 106 L'eroe dei Vor
- 109 I due Vorkosigan
- 110 Memory
- 111 Komarr - Guerra di strategie
- 112 (circa) Matrimonio di Miles Vorkosigan: Festa d'inverno a Barrayar
- 113 Immunità diplomatica
- 116 Il segno dell'alleanza
- 119 La criocamera di Vorkosigan
- 119 Muore Aral Vorkosigan
- 122 La regina rossa